# Johann von Kerckerinck zu Stapel
Johann von Kerckerinck zu Stapel (* 11. Januar 1627; † 24. August 1700) war Domvikar in Münster.

## Leben
Johann von Kerckerinck zu Stapel wuchs zusammen mit seinen Brüdern Matthias (1628–1684, Amtsdroste in Bruchsal), Bertold Theodor (1640–1709, Kammerjunker), Heinrich Hermann (1632–1684, Kanoniker in St. Mauritz in Münster) und Wilhelm Lambert (1645–1676, Kanoniker in Aschaffenburg) als Sohn des Bernhard zu Giesking (* 1596) und seiner Gemahlin Richmod von Buck zu Sentmaring (* 1626) in der westfälischen Patrizierfamilie von Kerckerinck auf.
Mit dem Erhalt der Tonsur am 19. Dezember 1641 wurde Johann auf ein geistliches Leben vorbereitet. Die Niederen Weihen erhielt er am 15. August 1645. Auf Empfehlung des Nuntius Fabio Chigi studierte er am Collegium Germanicum in Rom und verließ dieses am 23. September 1651 als Subdiakon.
Da sein Cousin Jacob Everwin Drolshagen in Münster auf sein Kanonikat verzichtete, nahm es Johann am 2. August 1655 in Besitz. Im folgenden Jahr wurde er Domvikar in Münster. Am 29. Juli 1675 zum Thesaurar gewählt, legte er nach vierjähriger Amtszeit am 21. August 1679 dieses Amt nieder. Das Domkapitel beschloss am 15. November 1680 die Neuwahl eines Thesuarars. Im Dom zu Münster befand sich sein Epitaph, was heute nicht mehr existiert.